# 冷泉為起
冷泉為起（れいぜい ためおき、寛政2年（1790年） - 天保2年（1831年）6月1日）は、江戸時代後期の公卿。

## 官歴
- 文化元年（1804年）：従五位下
- 文化4年（1807年）：従五位上
- 文化7年（1810年）：正五位下
- 文化10年（1813年）：侍従、従四位下
- 文化11年（1814年）：右権少将
- 文化13年（1816年）：従四位上
- 文政2年（1819年）：正四位下
- 文政7年（1824年）：権中将、従三位
- 文政11年（1828年）：正三位

## 系譜
- 実父：勧修寺経逸
- 養父：冷泉為訓
- 母：池田仲庸の娘
- 子：冷泉為行